# Güssing
Güssing (węg. Németújvár, burg.-chorw. Novigrad, rom. Ujvara) – miasto powiatowe w Austrii, w kraju związkowym Burgenland, siedziba powiatu Güssing. Liczy 3,75 tys. mieszkańców.
Güssing jest gminą samowystarczalną energetycznie dzięki odnawialnym źródłom energii – wytwarza z nich u siebie 99 procent potrzebnej energii cieplnej i 140 procent energii elektrycznej o wartości 13 milionów euro rocznie. 

## Współpraca
Miejscowości partnerskie:
- Nijlen, Belgia
- Oleszyce, Polska[2]